# An Evening with John Denver
An Evening with John Denver es el primer álbum en vivo del cantante y compositor estadounidense John Denver. Fue publicado en febrero de 1975 como un álbum doble por RCA Records. Producido por el mánager de Denver, Milton Okun, el álbum fue grabado en el Universal Amphitheatre de Los Ángeles, California, en agosto y septiembre de 1974.
Tras su lanzamiento, el álbum recibió reseñas positivas de los críticos musicales y alcanzó la posición número dos en la lista Top LPs & Tape de Billboard. Se lanzaron dos sencillos para promocionar el álbum, los cuales se posicionaron entre los primeros 15, siendo el último de ellos, «Thank God I'm a Country Boy», un éxito número 1 en el Billboard Hot 100. El álbum fue certificado 3× platino por la Recording Industry Association of America (RIAA) en 2001 por ventas de más de 3 000 000 copias, lo que lo convierte en uno de los álbumes más vendidos de Denver.

## Recepción de la crítica
An Evening with John Denver recibió reseñas positivas por parte de los críticos. Un escritor no especificado de Cash Box consideró que “la mezcla de todos los temas es impecable y todos los éxitos del artista se transmiten claros y fuertes”. Un escritor no especificado de Billboard calificó la “música clara y alegre” de Denver como lo más destacado del álbum. La revista finalizó la reseña llamándolo “uno de los mejores y más realistas LP en vivo en mucho tiempo, en el que se muestran todos los aspectos del artista”.

## Lista de canciones
Todas las canciones escritas y compuestas por John Denver, excepto donde esta anotado. 
| Lado uno |                                              |                               |          |  |
| N.º      | Título                                       | Escritor(es)                  | Duración |  |
| 1.       | «The Music Is You»                           |                               | 1:02     |  |
| 2.       | «Farewell Andromeda (Welcome to My Morning)» |                               | 3:40     |  |
| 3.       | «Mother Nature's Son»                        | John Lennon Paul McCartney    | 4:37     |  |
| 4.       | «Summer»                                     | Denver Mike Taylor Dick Kniss | 3:02     |  |
| 5.       | «Today»                                      | Randy Sparks                  | 4:40     |  |
| 6.       | «Saturday Night in Toledo, Ohio»             | Sparks                        | 4:08     |  |

| Lado dos |                                                |               |          |  |
| N.º      | Título                                         | Escritor(es)  | Duración |  |
| 1.       | «Matthew»                                      |               | 3:42     |  |
| 2.       | «Rocky Mountain Suite (Cold Nights in Canada)» |               | 3:13     |  |
| 3.       | «Sweet Surrender»                              |               | 5:02     |  |
| 4.       | «Grandma’s Feather Bed»                        | Jim Connor    | 2:37     |  |
| 5.       | «Annie's Song»                                 |               | 3:32     |  |
| 6.       | «The Eagle and the Hawk»                       | Denver Taylor | 2:22     |  |

| Lado tres |                        |                                        |          |  |
| N.º       | Título                 | Escritor(es)                           | Duración |  |
| 1.        | «My Sweet Lady»        |                                        | 4:55     |  |
| 2.        | «Annie's Other Song»   |                                        | 3:05     |  |
| 3.        | «Boy from the Country» | Michael Martin Murphey Owens Castleman | 5:00     |  |
| 4.        | «Rhymes & Reasons»     |                                        | 3:17     |  |
| 5.        | «Forest Lawn»          | Tom Paxton                             | 2:58     |  |

| Lado cuatro |                               |                                 |          |  |
| N.º         | Título                        | Escritor(es)                    | Duración |  |
| 1.          | «Pickin’ the Sun Down»        | Steve Weisberg John Sommers     | 2:17     |  |
| 2.          | «Thank God I’m a Country Boy» | Sommers                         | 3:40     |  |
| 3.          | «Take Me Home, Country Roads» | Denver Bill Danoff Taffy Nivert | 3:17     |  |
| 4.          | «Poems, Prayers and Promises» |                                 | 4:40     |  |
| 5.          | «Rocky Mountain High»         | Denver Taylor                   | 5:04     |  |
| 6.          | «This Old Guitar»             |                                 | 4:47     |  |

## Créditos y personal
Créditos adaptados desde las notas de álbum de An Evening with John Denver.
Músicos
- John Denver – voz principal, guitarra, guitarra de doce cuerdas
- Dick Kniss – bajo eléctrico
- Steve Weisberg – guitarra líder, guitarra de acero con pedal, dobro
- John Sommers – guitarra rítmica, banjo, violín tradicional, mandolina
- Hal Blaine – percusión
- Herb Lovelle – batería

Personal técnico
- Milton Okun – productor
- Lee Holdridge – arreglos orquestales
- Kris O'Connor – director de concierto
- Ernie Zeilinger – ingeniero de audio
- Nick Sangiamo – fotografía de portada
- Acy Lehman – director artístico

## Posicionamiento

### Gráfica semanal
| Gráfica (1975)                             | Pico de posición |
| ------------------------------------------ | ---------------- |
| Australia (Kent Music Report)              | 4                |
| Canadá (RPM Top Albums)                    | 1                |
| Estados Unidos (Billboard Top LPs & Tape)  | 2                |
| Estados Unidos (Billboard Hot Country LPs) | 1                |
| Estados Unidos (Cash Box Top 100 Albums)   | 3                |
| Estados Unidos (Cash Box Top Country LP's) | 1                |
| Nueva Zelanda (Recorded Music NZ)          | 1                |
| Países Bajos (Dutch Album Top 100)         | 20               |
| Reino Unido (Record Mirror Top 50 Albums)  | 31               |

| Gráfica (1992)                | Pico de posición |
| ----------------------------- | ---------------- |
| Australia (Kent Music Report) | 35               |

### Gráfica de fin de año
| Gráfica (1975)                             | Pico de posición |
| ------------------------------------------ | ---------------- |
| Australia (Kent Music Report)              | 9                |
| Canadá (RPM Top Albums)                    | 7                |
| Estados Unidos (Billboard Top LPs & Tape)  | 7                |
| Estados Unidos (Billboard Hot Country LPs) | 7                |
| Estados Unidos (Cash Box Top 100 Albums)   | 27               |
| Estados Unidos (Cash Box Top Country LP's) | 14               |
| Nueva Zelanda (Recorded Music NZ)          | 6                |

| Gráfica (1976)                    | Pico de posición |
| --------------------------------- | ---------------- |
| Nueva Zelanda (Recorded Music NZ) | 28               |

## Certificaciones y ventas
| País                                                     | Certificación | Ventas     |
| -------------------------------------------------------- | ------------- | ---------- |
| Canadá (Music Canada)                                    | Oro           | 50 000*    |
| Estados Unidos (RIAA)                                    | 3× Platino    | 3 000 000* |
| *cifras de ventas basadas únicamente en la certificación |               |            |